# 陆西星
陆西星（1520年—1606年），字长庚，号潜虚，又号方壶外史，南直隸興化縣人。明朝时期道教人士，道教内丹派东派的创始人。
少时学儒学，中秀才。后九次乡试未中，弃儒学道，自称吕洞宾授其丹法秘诀。晚年又学佛参禅，是三教合流的人物。
陆西星主修内丹，提倡性命双修。著有《方壶外史》、《南华副墨》、《道缘汇录》、《宾翁自记》等。近人考据小說《封神演义》为陆西星作。據說陸西星為籌措女兒出嫁嫁妝費用，方撰寫《封神演义》，不料小說甫上市即大获利市。
陆西星被尊为道教内丹东派祖师，此派与全真南宗一样不出家修行。